# Wkra
Wkra er en højre biflod til Narew i det nordøstlige Polen. Den har sit udspring ved Nidzica (Neidenburg) i Voivodskabet Warmińsko-mazurskie og løber i det væsentlige i sydlig retning i sit 249 km lange forløb til sin udmunding i Narew i Nowy Dwór Mazowiecki lige før dens udmunding i Wisła. Dens afvandingsareal er angivet som 5.322 km².
Floden kaldes Neide (Nida) i sin øvre del nær Neidenburg op til sammenløbet af Skottau (Szkotówka); i Soldau-området kaldes det Soldau (Działdówka). Fra Działdówka er floden sejlbar for kanoer.